# La madre (Pieter de Hooch)
La madre es un cuadro del pintor Pieter de Hooch, realizado entre 1661 y 1663, que se encuentra en la Gemäldegalerie de Berlín.

## Tema
Es una pintura al óleo representando un interior acomodado de rico suelo ajedrezado de mármol, presente en otras obras del autor, como La despensa.
Representa un dormitorio en el que se muestra a una madre con una chaqueta de color negro con borde de piel que acaba de amamantar a su bebé y se está atando el corpiño rojo. Mira sonriendo a la cuna de mimbre, en la que el bebé no es visible para el espectador. A la derecha de la mujer un perro se estira y detrás de ella una cama elevada y empotrada cerrada con cortinas a rayas azules y blancas. De sus paredes de madera cuelgan un calentador al frente y en el perchero lateral una falda roja. 
A la derecha, debajo de una ventana alta, cuya mitad inferior está cerrada con contraventanas, una mesa con un candelero y una jarra de cerámica. En el extremo un segundo cuarto es visible a través de una puerta abierta, donde su hija mayor está de pie con la espalda hacia el espectador mirando a la abierta puerta de entrada de la casa, a través de la que entra la luz del sol en el aposento. La composición es equilibrada y armoniosa, con una gran variedad de colores. 
La pintura fue subastada el 22 de marzo de 1790 en París y probablemente llegó a la colección de Jacob Hoofman en Haarlem. Pasó a ser propiedad de María Hoofman en el año 1846.
Es un claro exponente de la vida burguesa contemporánea tan representada por el autor, donde el orden y la pulcritud es tan apreciada.